# Petro Herkulan Malczuk
Petro Herkulan Malczuk OFM (ur. 7 lipca 1965 w Slobozii-Rașcovie, zm. 27 maja 2016 w Grodnie) – biskup kijowsko-żytomierski obrządku łacińskiego na Ukrainie w latach 2011–2016.

## Życiorys

### Młodość i prezbiterat
W 1986 wstąpił do seminarium duchownego w Rydze. Święcenia kapłańskie przyjął 7 czerwca 1992 z rąk biskupa Jana Olszańskiego. W 1993 złożył śluby zakonne w zakonie franciszkanów.
W latach 1992–1998 studiował w Rzymie na Antonianum uzyskując doktorat z teologii. W 1998 powrócił do kraju i został wikariuszem w Połonnem, zaś rok później został przełożonym ukraińskiej kustodii franciszkanów. W 2004 objął urząd prowincjała w nowo powstałej prowincji św. Michała Archanioła, zaś po zakończeniu w 2007 kadencji został jej ekonomem.

### Episkopat
29 marca 2008 roku papież Benedykt XVI mianował go biskupem pomocniczym odesko-symferopolskim ze stolicą tytularną Media. Sakry biskupiej udzielił mu kardynał Marian Jaworski, współkonsekratorami byli: Ivan Jurkovič i Bronisław Bernacki.
15 czerwca 2011 roku po przyjęciu rezygnacji dotychczasowego biskupa kijowsko-żytomierskiego Jana Purwińskiego został ogłoszony arcybiskupem ad personam kijowsko-żytomierskim.
Zmarł w nocy z 26 na 27 maja 2016 w Grodnie na Białorusi.
W 2016 odznaczony pośmiertnie Krzyżem Komandorskim Orderu Zasługi Rzeczypospolitej Polskiej.